# Rechtsstreit um das Jichinsai von Tsu
Der Rechtsstreit um das Jichinsai von Tsu (japanisch 津地鎮祭訴訟 Tsu jichinsai soshō) führte 1977 zu einer Leitentscheidung des Obersten Gerichtshofes (OGH) von Japan zum Verhältnis von Staat und Religion in Japan. Es war das erste Mal, dass der OGH sich mit dieser rechtlichen Problematik befasst hatte.

## Hintergrund
Diese Entscheidung prägt in der japanischen Rechtsprechung maßgeblich das Verständnis von Artikel 20 der japanischen Verfassung. Dieser Artikel, wie auch Artikel 89, entstand stark beeinflusst vom Hintergrund der historischen Erfahrung des Staats-Shintō – de facto die Staatsreligion Japans von der Meiji-Zeit bis zur Besetzung Japans –, der nach der Kapitulation Japans abgeschafft wurde. Die beiden betreffenden Artikel lauten wie folgt:

„1Religionsfreiheit wird allen garantiert. Keine religiöse Gemeinschaft darf vom Staat mit Sonderrechten ausgestattet werden oder irgendeine politische Macht ausüben.

2Niemand darf gezwungen werden, an irgendeiner religiösen Handlung, Feier, an einem Brauch oder an einer Übung teilzunehmen.

3Der Staat und seine Organe haben sich der religiösen Erziehung oder jeder anderen religiösen Betätigung zu enthalten.“

„Öffentliche Geldmittel oder anderes öffentliches Vermögen dürfen zur Verwendung durch irgendwelche religiöse Institutionen oder Verbände, zu deren Gunsten oder Erhaltung sowie für mildtätige, bildende oder wohltätige Werke, die nicht der öffentlichen Aufsicht unterstehen, weder ausgegeben noch zur Verfügung gestellt werden.“

Diese durch die Verfassung vorgegebene Trennung von Religion und Staat erwies sich jedoch in der Praxis der japanischen Rechtsprechung als problematisch, u. a. deswegen, weil auch im maßgeblichen Gesetz zu religiösen Gemeinschaften in Japan, dem Gesetz über die Religionsgesellschaften (宗教法人法, shūkyō hōjinhō) vom 3. April 1951, keine bzw. nur sehr diffuse inhaltliche Bestimmungen über den Gehalt von Religion oder deren Aktivitäten gemacht werden. Dies begründete in der Folge, warum im Rechtsstreit um das Jichinsai von Tsu der OGH sich dazu veranlasst sah, erstmals eine Leitentscheidung zum Verhältnis von Staat und Religion zu fällen.

## Sachverhalt
In der japanischen Stadt Tsu (Präfektur Mie) wurde 1965 im Stadtteil Sendō-chō eine städtische Sporthalle gebaut. Bauherr war der leitende Sachbearbeiter des Erziehungsreferats der Stadt Tsu, Itō Yoshiharu. Vor Beginn der Bauarbeiten wurden der Shintō-Priester Miyazaki Yoshinaga, Oberpriester des Shintō-Schreins Ōichi-jinja (zuständig für die Ujigami bzw. Ubusunugami des Bauortes), sowie drei weitere Priester beauftragt, eine Zeremonie abzuhalten, mit der die in dem Grundstück lebenden Geister beruhigt werden sollten. Eine solche Zeremonie nennt man Jichinsai (地鎮祭). Das Jichinsai wurde am 14. Januar 1965 abgehalten.
Aus dem Etat der Stadt wurden dafür 7.663 Yen bezahlt (4.000 davon als Honorar für die Priester, 3.663 als Unkosten für die Opfergaben im Jichinsai; umgerechnet dürfte der Betrag etwa damaligen 84,93 DM entsprochen haben), die Ausgaben dazu waren zuvor am 5. Dezember 1964 vom Stadtparlament gebilligt worden. Dagegen richtete sich die Klage in diesem Rechtsstreit, mit der behauptet wurde, dass die in den Artikeln 20 und 89 der Verfassung verlangte Trennung von Staat und Religion hier verletzt wurde. Die Klage wurde von einem kommunistischen Abgeordneten des Stadtparlaments von Tsu erhoben, Beklagter war formal der damalige Bürgermeister von Tsu.
Die Klage war in erster Instanz vom Landgericht von Tsu mit der Begründung, beim Jichinsai handele es sich um einen altertümlichen Brauch, der nur formal-äußerliche Ähnlichkeit mit einer religiösen Zeremonie aufweise, abgewiesen worden. In zweiter Instanz wurde jedoch der Klage vom Oberlandesgericht Nagoya stattgegeben. Der Oberste Gerichtshof hat dieses Urteil in der Revisionsinstanz aufgehoben und die Klage endgültig abgewiesen, also einen Verstoß gegen die Verfassung verneint.
Besonders umstritten war in dem Verfahren die Abgrenzung von (säkularisierter) Brauchtumsveranstaltung und religiöser Betätigung gewesen, da gerade von der Auslegung dieser Abgrenzung die Argumente beider Streitparteien abhingen.

## Entscheidung des Obergerichts Nagoya
Das Obergericht Nagoya kam am 14. Mai 1977 zu dem Urteil, dass der Beklagte der Stadt Tsu die Kosten für das Jichinsai (zuzüglich Zinsen) zurückzuzahlen und die Prozesskosten zu tragen habe. Dagegen wurde dem Antrag des Klägers auf Schmerzensgeld nicht stattgegeben.
In der umfangreichen Begründung seiner Entscheidung nahm das Obergericht wiederholt Rückgriff auf den historischen Kontext, in dem die betreffenden Artikel der Verfassung zu deuten seien. Das Obergericht betonte dabei die Wichtigkeit der radikalen Trennung von Staat und Religion, die durch die Verfassung intendiert sei und ohne die die Garantierung der Religionsfreiheit unmöglich sei. In negativer Beweisführung für diese Auffassung führte es diverse Belege aus der japanischen Geschichte an, in der die Religionsfreiheit in Japan von Seiten des Staates durch seine Einmischung in innerreligiöse Angelegenheiten (u. a. durch das Gesetz über die Religionsgemeinschaften) untergraben worden sei und zur Einheit von Kult und Regierung (祭政一致, saisei-itchi) geführt habe.
Weiterhin versuchte das Obergericht sogar auf äußerst penible Weise, Religion und Brauchtum zu definieren und voneinander abzugrenzen. Nach Darlegung und Beurteilung zahlreicher Einzelfaktoren (u. a. zum religionsphänomenologischen Charakter aller einzelnen Handlungen des Jichinsai und dessen religionshistorischer Genese) und deren Einschätzung durch Gutachter und Sachverständige kam es zu dem Schluss, dass letztlich als Brauchtum nur solche gesellschaftlichen Veranstaltungen gelten könnten, die ihre religiöse Bedeutung weitestgehend verloren hätten (das Obergericht nannte als Beispiele hierfür u. a. das Aufstellen von Weihnachtsbäumen, das Werfen von Bohnen beim Setsubun und das Hina-Matsuri). Religion sei in diesem Sinne definiert als „[…] die Überzeugung von der Existenz übernatürlicher, übermenschlicher Wesen (also eines absoluten Wesens, eines Schöpfers, einer höchsten Existenz usw., vor allem von Göttern, Buddhas, Geistwesen usw.) sowie Gefühl und Handlungen der Ehrfurcht und Verehrung“ Darüber hinaus kam es dabei zu der Einschätzung, dass der Schrein-Shintō eine Religion sei (eine damals nicht selbstverständliche Ansicht) und, da dieses Jichinsai ein genuines Ritual des Schrein-Shintō gewesen sei (was es aber auch in diversen buddhistischen Schulen sei), es sich bei der betreffenden Zeremonie um ein religiöses und damit gegen Absatz 3 des Artikels 20 der Verfassung verstoßendes Ritual gehandelt habe, weil es durch öffentliche politische Gewalten autorisiert worden war.

## Entscheidung des Obersten Gerichtshofes
Der Oberste Gerichtshof hob in einer Mehrheitsentscheidung von 10 zu 5 Stimmen am 13. Juli 1977 das Urteil des Obergerichts Nagoya auf und erklärte das Jichinsai von Tsu für verfassungskonform. Es führte dafür die folgenden Gründe an:
Zuerst wendete sich die Entscheidung gegen ein Verständnis der Verfassung, das radikal jede Beziehung zwischen Staat und Religion ausschließen will. Dies sei wegen des hohen gesellschaftlichen Anteils von Religion einerseits und der Aufgabe des Staates, das gesellschaftliche Leben zu regeln andererseits jedoch nicht praktikabel und würde im Widerspruch zum Zweck der Regelungen umgekehrt zu Diskriminierungen und unvernünftigen Zuständen führen. So müssten nach einem radikalen Verständnis staatliche Unterstützungen für private Universitäten mit religiösem Hintergrund unterbleiben, dürfte der Staat im Strafvollzug keine Seelsorger beschäftigen und wäre auch die finanzielle Förderung von Kulturdenkmälern verboten, wenn diese religiöse Bedeutung hätten. Dieser radikalen Auslegung erteilte das Gericht eine Absage und stellte fest, „[…] daß es im realen Staat faktisch nahezu unmöglich ist, eine vollständige Trennung von Staat und Religion zu verwirklichen“.
Stattdessen sei nach dem Zweck und der Wirkung der betreffenden Handlung zu prüfen, ob die Beziehung des (prinzipiell zur religiösen Neutralität verpflichteten) Staates zur Religion im Einzelfall das angemessene Maß überschreite und dadurch geeignet sei, die Religionsfreiheit zu beeinträchtigen. Das sei im vorliegenden Rechtsstreit nicht der Fall gewesen: Das Jichinsai habe einen vorrangig weltlichen Zweck gehabt und eine besondere Unterstützung des Shintō durch den Staat oder eine Beeinträchtigung der Glaubensfreiheit seien nicht feststellbar.
Zudem widersprach der OGH dem Obergericht hinsichtlich des religiösen Charakters des Jichinsai: Die betreffende Zeremonie habe als routinemäßige Grundsteinlegung in Zweck und Wirkung nur geringe religiöse Bedeutung gehabt. Im Bewusstsein des Normalbürgers werde das Jichinsai vermutlich wegen seiner seit sehr langer Zeit bestehenden allgemeinen Üblichkeit nicht als religiöse Zeremonie verstanden und habe auch objektiv keine Bedeutung für eine aktive Form der Glaubensverbreitung gehabt, eine religiöse Betätigung im Sinne einer die Glaubensfreiheit einschränkenden Handlung habe also, weder direkt durch die ausführenden Priester noch indirekt durch den Staat, nicht stattgefunden. Die Beurteilung durch die allgemeine Bevölkerung hatte das Obergericht zuvor in seiner Entscheidung noch als Kriterium abgelehnt, da „[…] es ihr [i. e. der breiten Bevölkerung] zur Unterscheidung und Begrenzung der beiden Bereiche [i. e. Heiliges und Profanes] an rationaler Urteilsfähigkeit mangel[e], daß sie religiös sehr oberflächlich“ sei. Der OGH verlangte jedoch in seiner Begründung, auch die Auffassung des Durchschnittsbürgers zu berücksichtigen, um die sachlich gerechtfertigten Grenzen der Trennung von Staat und Religion bestimmen zu können.

## Wirkung und Bedeutung
Auch in der Folge bleibt die Rechtsprechung des OGH bei diesem Maßstab. Danach kommt es auf Zweck und Wirkung der betreffenden Handlung an, die wiederum nach Maßgabe des allgemeinen Durchschnittsverständnis in der Gesellschaft bewertet werden müssten. In den meisten Entscheidungen (z. B. 1993 zum Rechtsstreit um das Ireisai von Minō) wurde wie in diesem Rechtsstreit ein Verstoß gegen die Verfassung verneint. Eine bekannte Ausnahme bildet eine Entscheidung aus dem Jahr 1997, in der direkte Zahlungen aus dem Staatshaushalt an den Yasukuni-Schrein erstmals als verfassungswidrig eingestuft wurden.
Die Entscheidung des OGH im Rechtsstreit um das Jichinsai von Tsu ist eine von nur 24, die in einem Sammelband in deutscher Übersetzung veröffentlicht sind. Sie ist auch in der maßgeblichen japanischen Entscheidungssammlung zum Verfassungsrecht enthalten.